# Самі Офер (стадіон)
«Самі Офер» (івр. אצטדיון סמי עופר) — футбольний стадіон у місті Хайфа, Ізраїль. Є домашньою ареною для місцевих футбольних клубів «Маккабі» (Хайфа) і «Хапоель» (Хайфа), а також однією з арен національної збірної Ізраїлю з футболу. Стадіон розрахований на 30 942 глядачів, і є третьою (після стадіонів «Рамат-Ган» і «Тедді») по місткості футбольною ареною Ізраїлю. Крім футбольних матчів стадіон використовується як концертний майданчик.
Стадіон названий на честь Самі Офера, який пожертвував 20 млн. доларів США на будівництво стадіону.

## Історія
27 серпня 2014 року на стадіоні відбувся перший офіційний футбольний матч. «Хапоель» (Хайфа) в матчі Кубку Тото приймав «Хапоель» з Акко, і переміг з рахунком 2:0 в присутності 3 500 глядачів. Перший гол на стадіоні забив на 13-й хвилині матчу нападник господарів Тозейнт Рікеттс.
15 вересня 2014 року на стадіоні відбувся перший матч чемпіонату Ізраїлю. Господарі поля, «Маккабі» (Хайфа), обіграли «Бней-Сахнін» з рахунком 4:2. Перший гол у матчах ізраїльських чемпіонатів на стадіоні забив півзахисник хайфського клубу Хен Езра. На матчі були присутні понад 27 000 глядачів.
16 листопада 2014 року, свій перший матч на стадіоні провела національна збірна Ізраїлю з футболу, обігравши в відбірковому матчі чемпіонату Європи 2016 збірну Боснії та Герцеговини з рахунком 3:0. На матчі були присутні 28 300 глядачів.

## Галерея

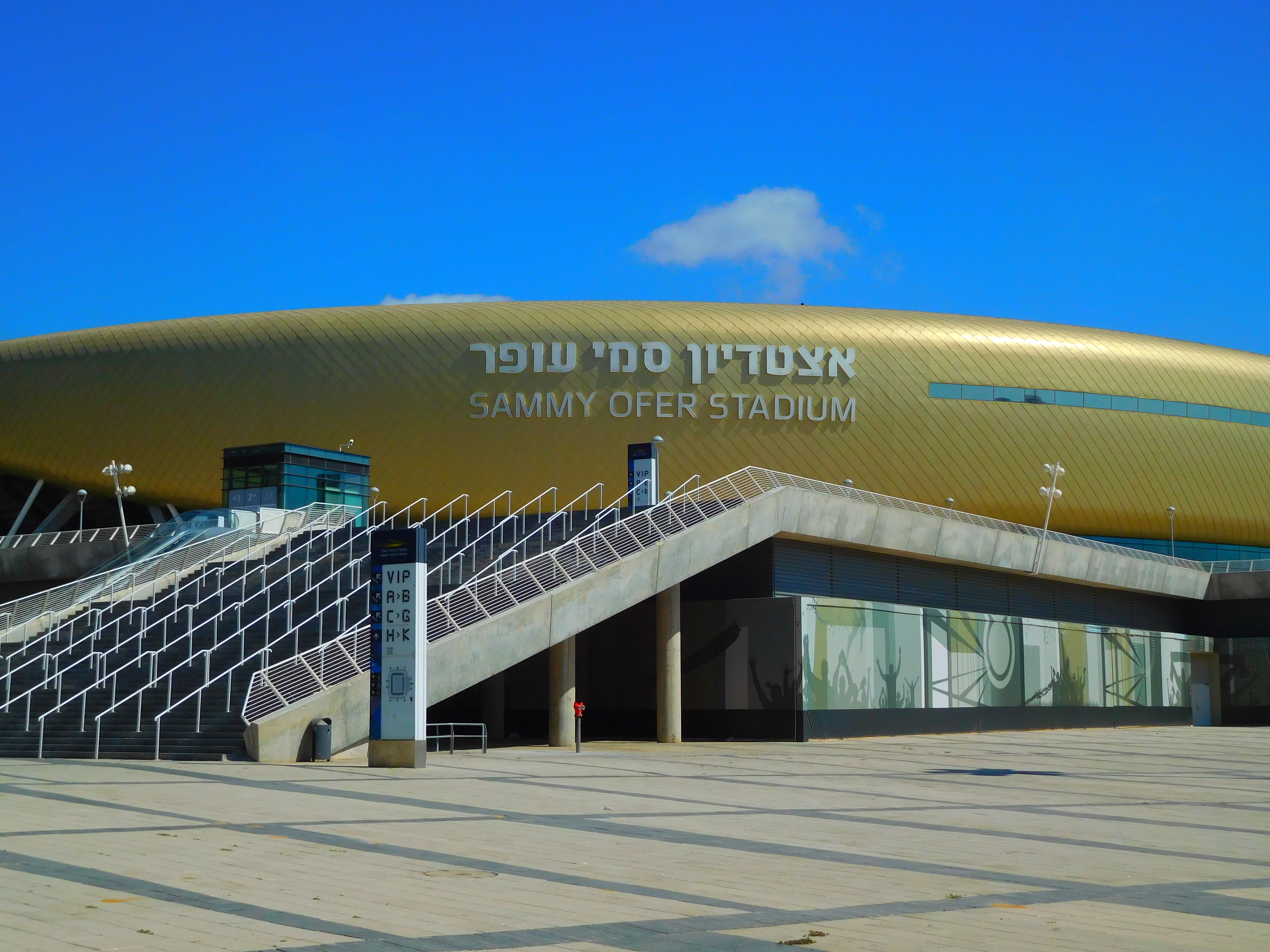
Головний вхід на стадіон
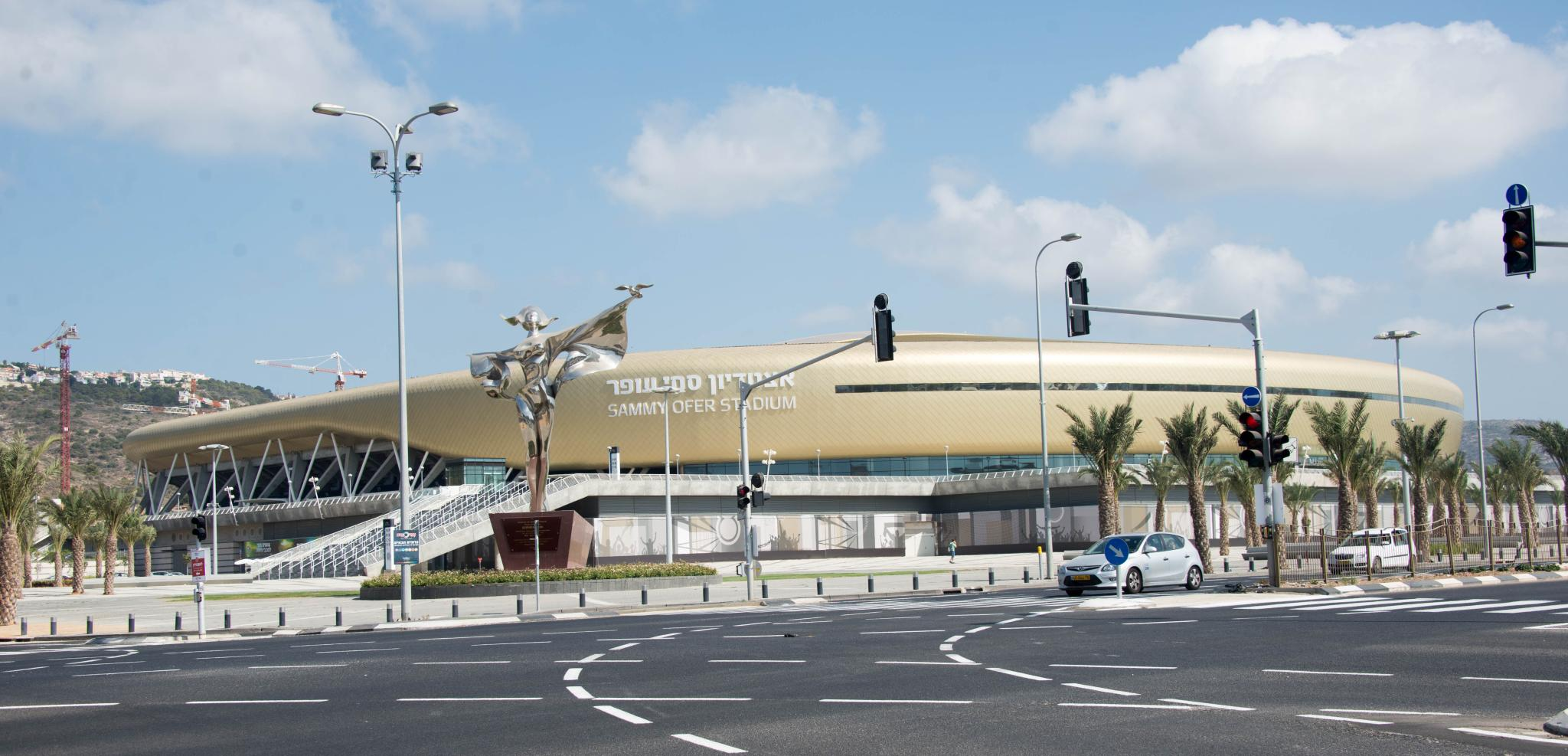
Зовнішній вигляд стадіону
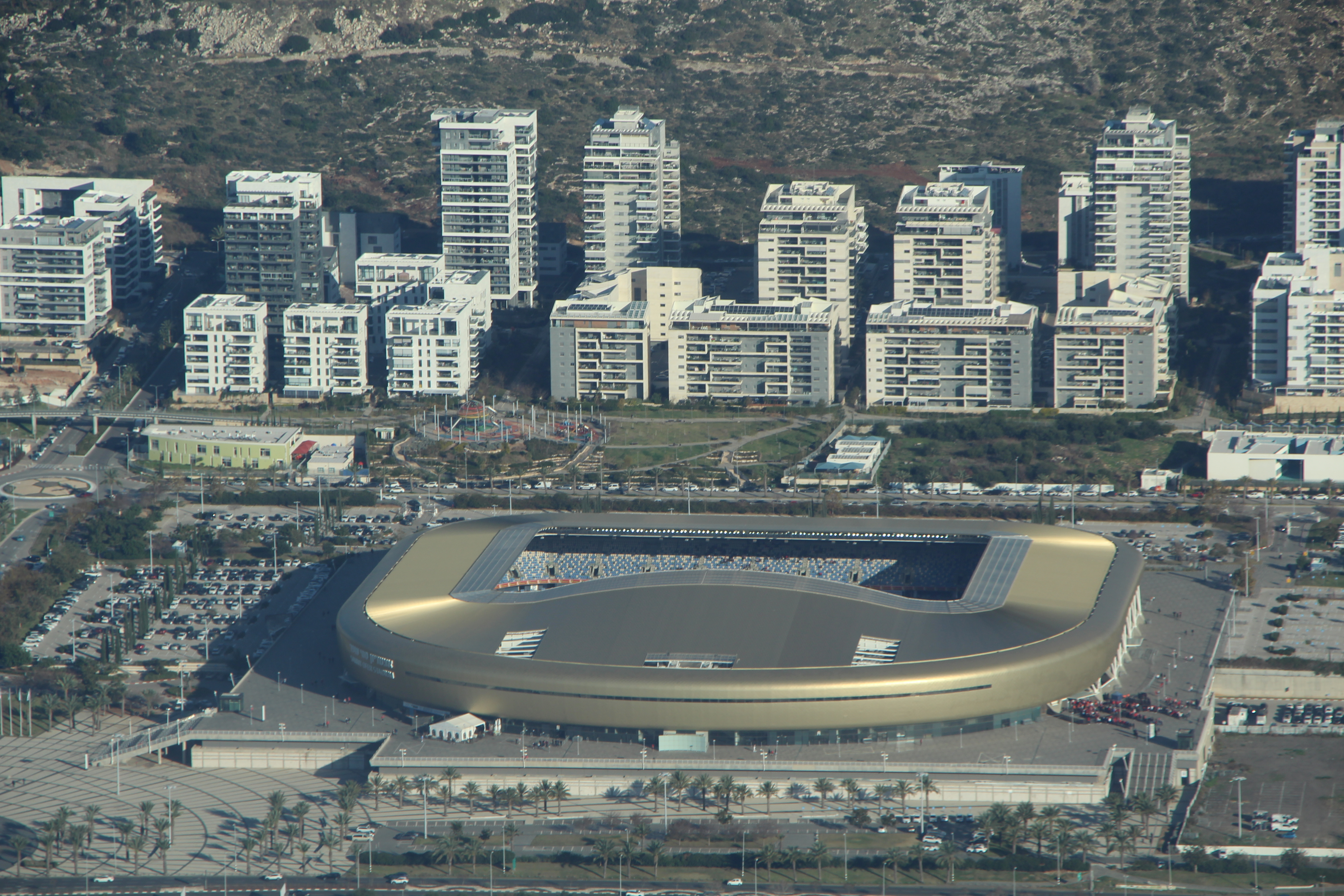
Стадіон з висоти пташиного польоту
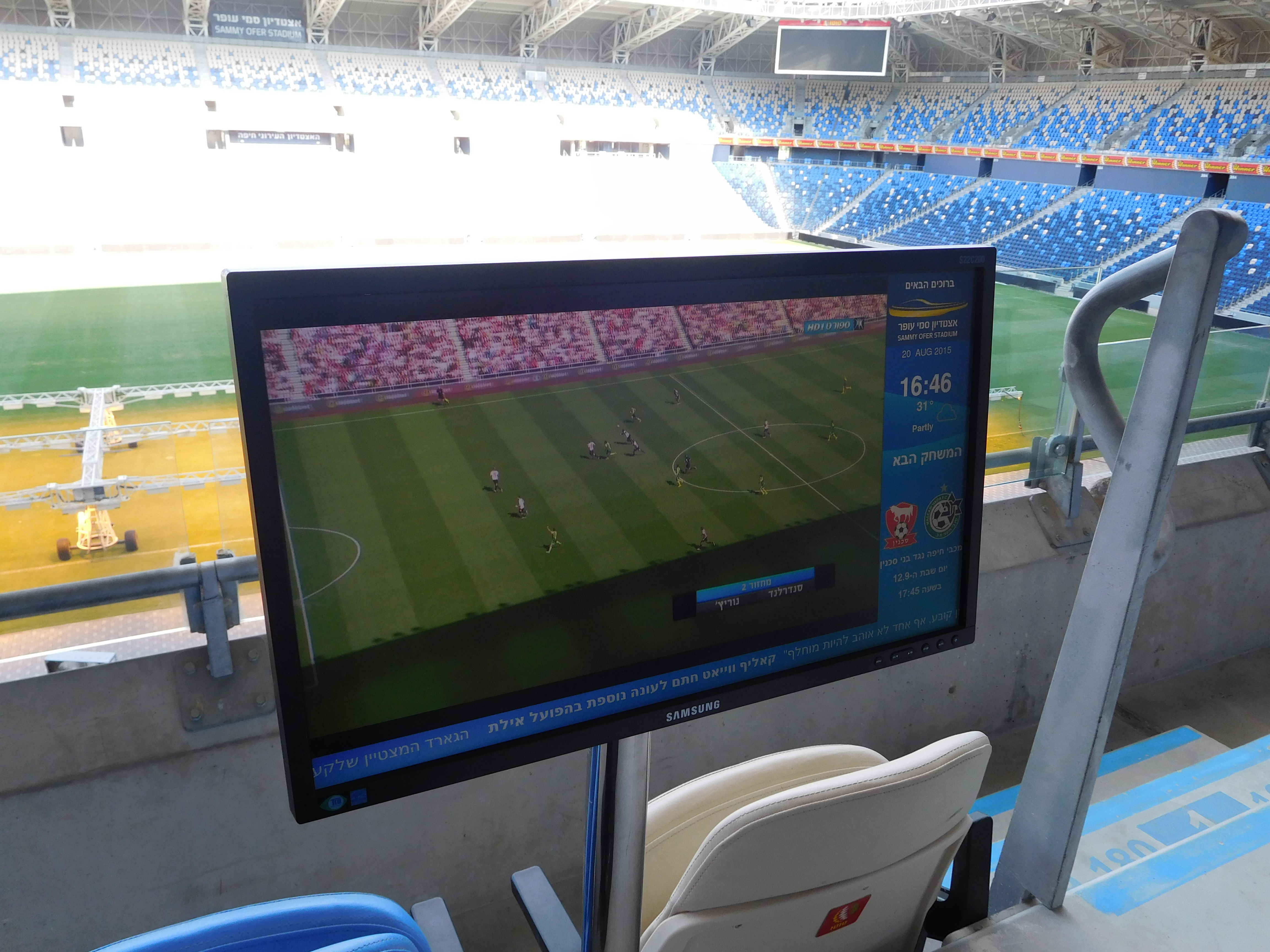
Місця для преси на стадіоні
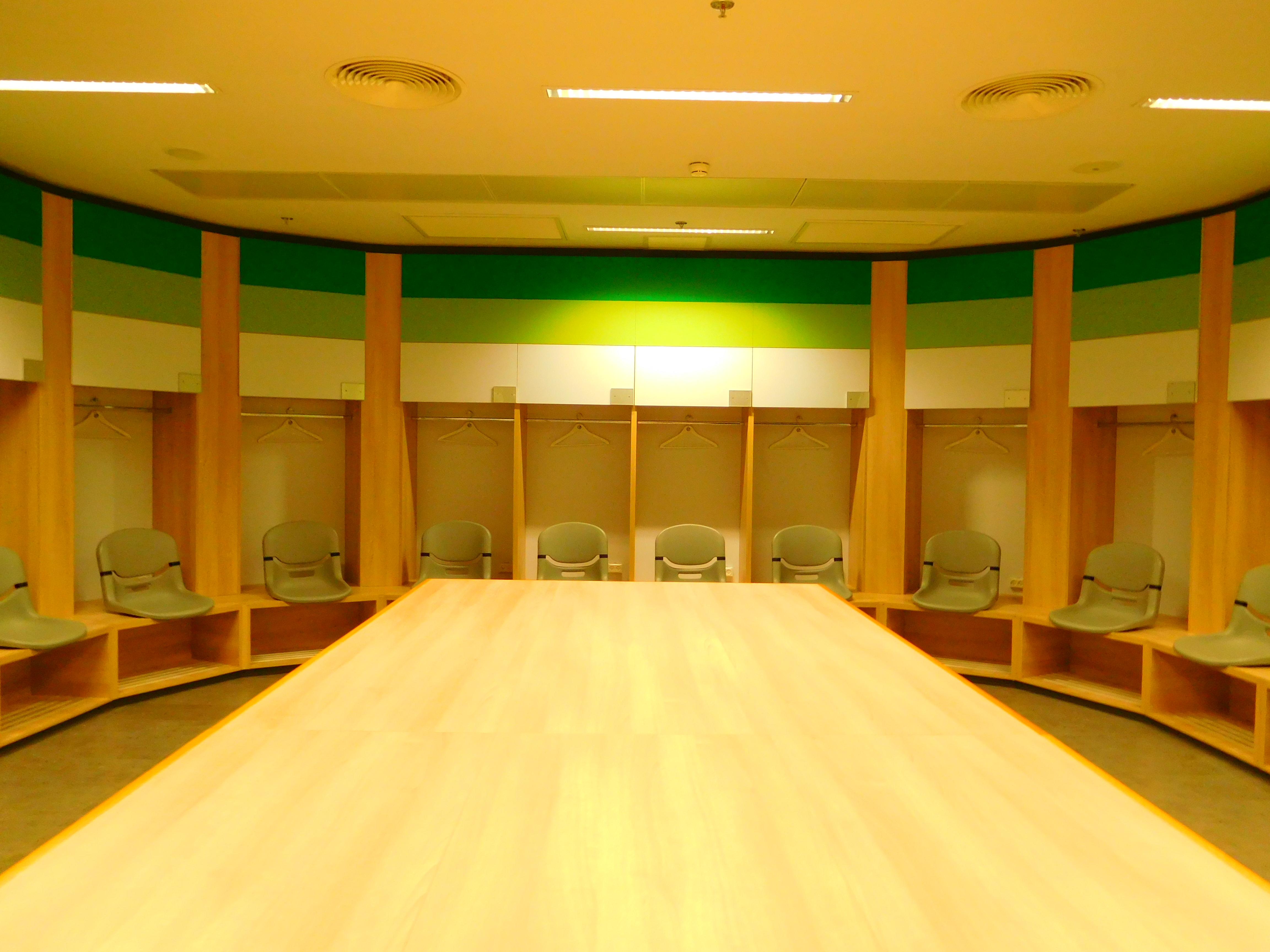
Роздягальні стадіону
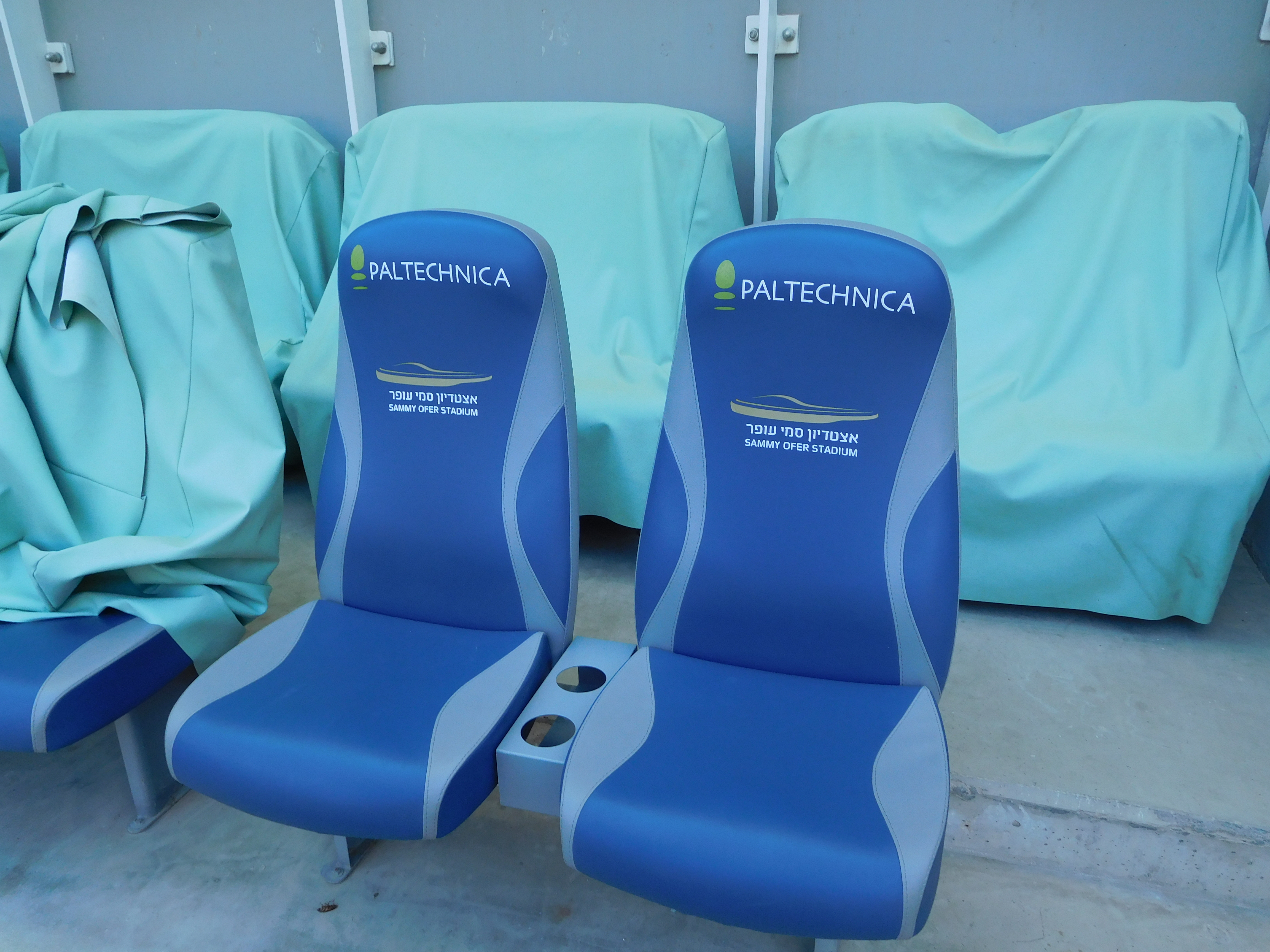
Лава запасних
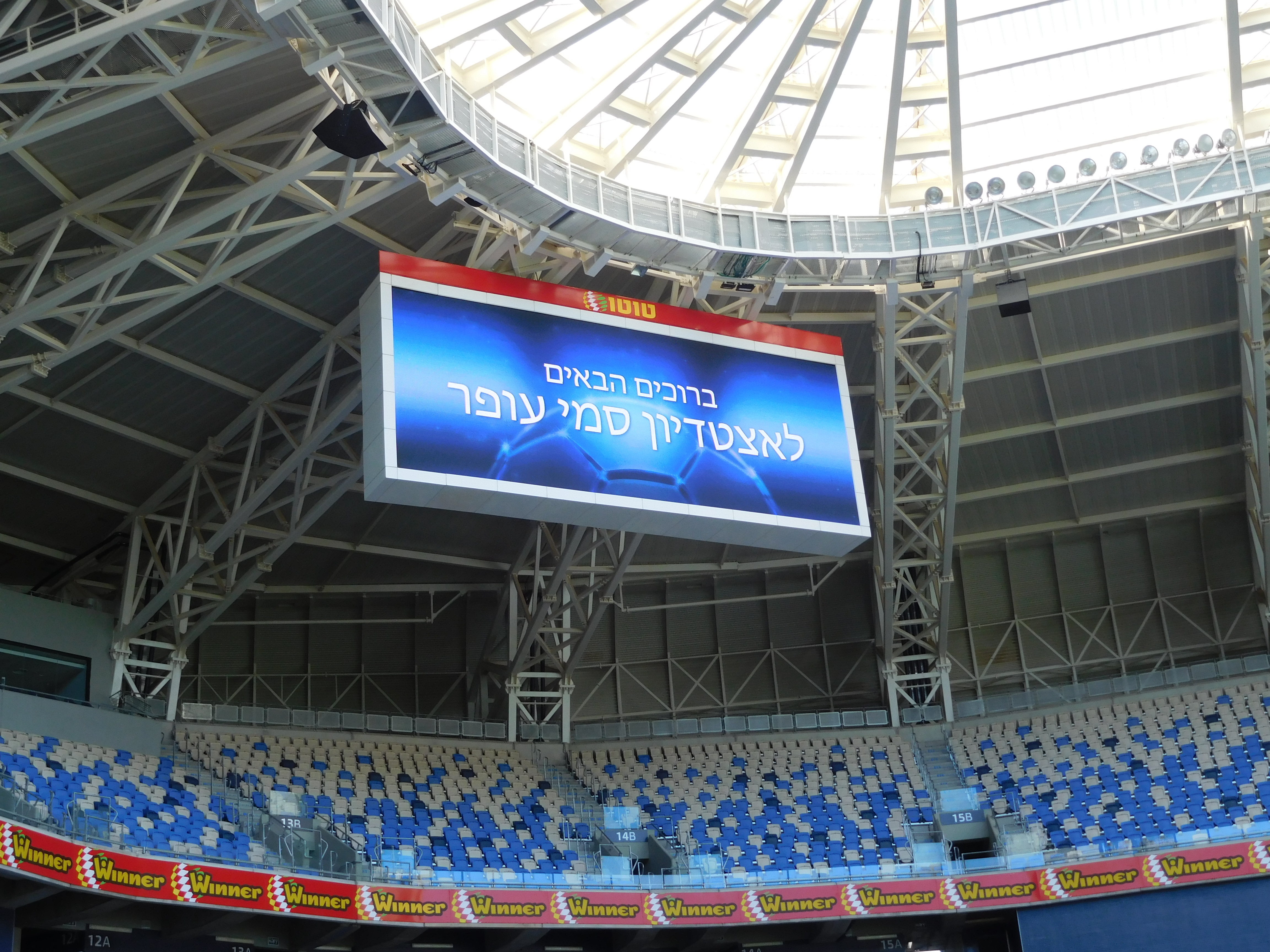
Табло стадіону